# Paramount Pictures
Paramount Pictures Corporation és una companyia de producció i distribució de cinema i televisió classificat constantment com un dels estudis més grans i amb major recaptació. La Paramount forma part de ViacomCBS i va ser creada a la dècada de 1910 amb els inicis de la història del cinema juntament amb altres estudis importants com 20th Century Fox, United Artists, Warner Bros, Metro-Goldwyn-Mayer, Columbia Pictures i RKO.
Durant la dècada del 1930 aquesta política d'estudis es consolida comportant l'auge del cinema estatunidenc. La Paramount va apostar en aquesta època gloriosa per les superproduccions històriques de Cecil B. DeMille com The Sign of the Cross (1932) o Cleopatra (1934), per la comèdia d'alt nivell representada per Ernst Lubitsch (Trouble in Paradise, 1932; La vídua alegre, 1934) i pels thrillers i pel·lícules de terror de Rouben Mamoulian (Els carrers de la ciutat, 1931; El Dr. Jekyll i el Sr. Hyde (1931). En canvi, els musicals no podien comparar-se amb els de la Metro.

## Història
Paramount Pictures es fundà l'any 1912 amb el nom de Famous Players Film Company. No obstant això, Famous Players només era una de les empreses que es van barrejar amb Paramount Pictures (llavors Cconeguda com Famous Players-Lasky Corporation) el 1916. Adolf Zukor va fundar la productora juntament amb Daniel Frohman, productor de Broadway. Zukor va ser un dels primers inversos en Nickelodeons i va parar atenció en què les pel·lícules atreien principalment els immigrants de classe treballadora. Amb els seus socis Daniel Frohman i Charles Frohman van planejar oferir llargmetratges que atraguessin la classe mitjana amb els actors teatrals més importants de l'època (cosa que va portar a l'eslògan: "Famous Players in Famous Plays").

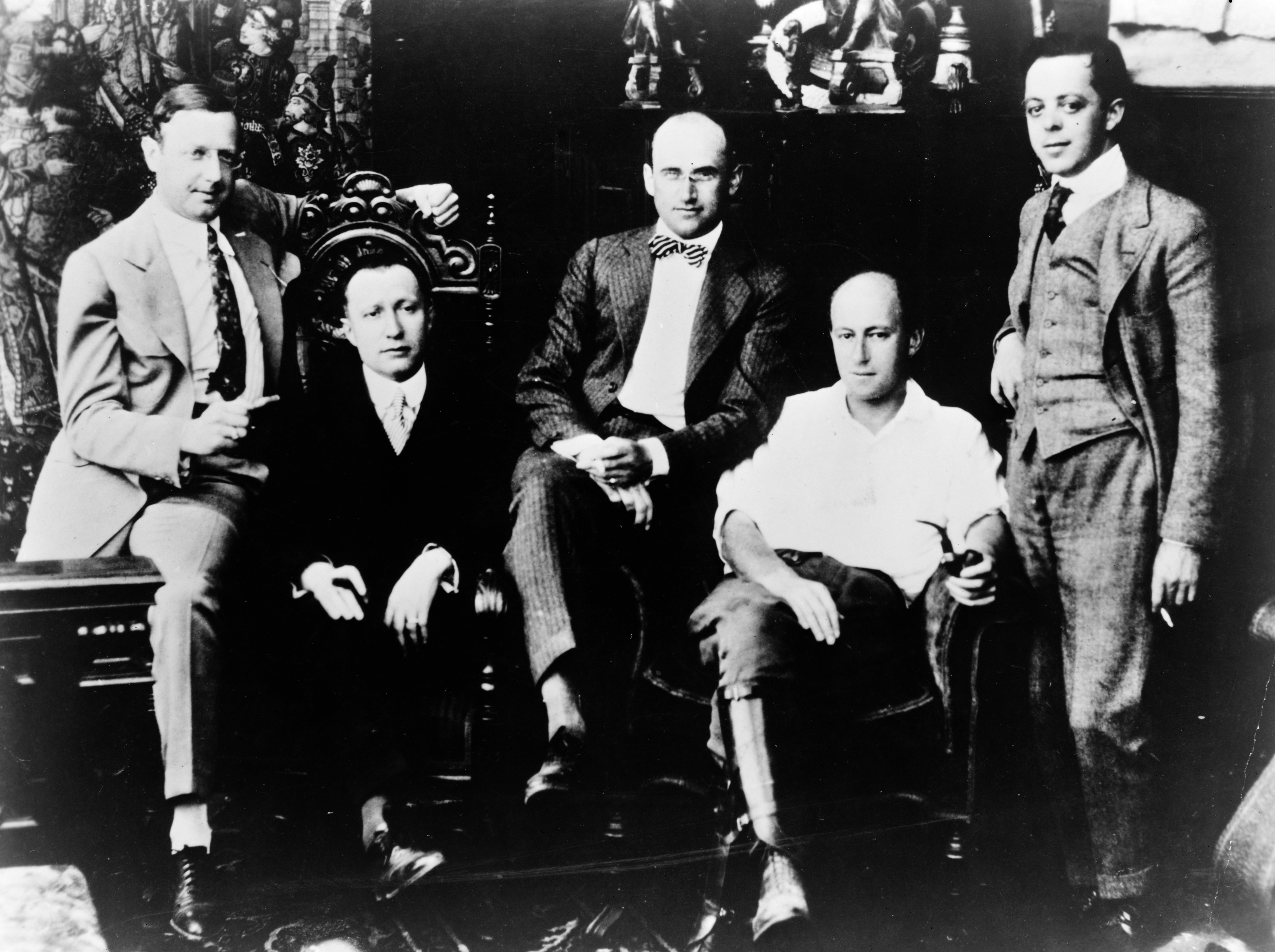
Fundadors de Paramount Pictures.

Paramount és el cinquè estudi més antic del món, darrere de l'Universal Studios, a més de ser el segon estudi més important amb la seu al districte de Hollywood, Los Angeles.
A mitjans de 1913 la productora ja havia acabat 5 pel·lícules. Com que Zukor creu en les estrelles, va contractar i promoure moltes de les principals estrelles, com ara Mary Pickford, Marguerite Clark, Pauline Frederick, Douglas Fairbanks, Gloria Swanson, Rudolph Valentino o Wallace Reid. Amb tants actors importants, Paramount va ser capaç d'introduir "block booking", el que significava que un exhibidor que volgués pel·lícules d'un actor o actriu en concret havia de comprar altres produccions de la Paramount durant un any. Aquest sistema va donar el lideratge a la Paramount durant els anys 1920 i 1930, però també va portar al govern a perseguir a la productora per motius d'antimonopoli durant més de vint anys.
Aquell mateix any, un altre productor aspirant, Jesse L. Lasky va fundar la Lasky Feature amb diners prestats del seu cunyat, Samuel Goldfish (més tard conegut com a Samuel Goldwyn). La companyia Lasky va contractar a Cecil B. DeMille quan pràcticament no tenia experiència com a director d'escena. DeMille va trobar un lloc adequat a Hollywood, a prop de Los Angeles, pel seu primer llargmetratge, The Squaw Man.
A principis de 1914, Lasky i Famous Players van llençar les seves pel·lícules a través d'una empresa de nova creació anomenada Paramount Pictures Corporation organitzada a principis d'aquell mateix any per W. W. Hodkinson, propietari d'un cinema a l'Utah que juntament amb l'actor, director i productor Hobart Bosworth havien iniciat la producció d'una sèrie de pel·lícules de Jack London. Paramount va ser el primer distribuïdor a nivell nacional amb èxit. A més, Famous Players i Lasky eren de propietat privada, en canvi Paramount era una corporació.
El 1927, Famous Players-Lasky va canviar el seu nom pel de Paramount Famous-Lasky Corporation i tres anys més tard, degut a la importància dels "Publix Theatres" es va convertir en Paramount-Publix Theatres.
També el 1928 Paramount va començar a llençar Inkwell Imps, uns dibuixos animats produïts per Max Fleischer i Dave Fleischer dels Fleischer Studios de Nova York. Els germans Fleischer, veterans de la indústria de l'animació resultarien ser un dels pocs productors d'animació capaços de desafiar la preeminència de Walt Disney. La revista de la Paramount es va publicar des de 1927 fins al 1957. El 1929, Paramount va llençar el seu primer musical, Innocents of Paris de Richard A. Whiting, del qual Leo Robin va compondre la música per la pel·lícula protagonitzada per Maurice Chevalier que canta la cançó més famosa de la pel·lícula, "Louise".
Finalment Zukor va perdre la majoria dels seus socis: els germans Frohman, Hodkinson i Goldwyn van marxar durant el 1917, mentre que Lasky va romandre associat fins al 1932, quan, culpat pel col·lapse de la Paramount durant els anys de depressió, també va marxar. La sobreexpansió i sobrevaloració de l'estoc de la productora per les compres de Zukor van portar l'empresa a la suspensió de pagaments el 1933. Un equip de reorganització bancari, dirigit per John Hertz i Otto Khan van mantenir la companyia intacta, i miraculosament Zukor va mantenir el càrrec. El 1935 Paramount-Publix es declarava en fallida. El 1936 Barney Balaban es va convertir en el president i Zukor va ser empès fins al càrrec de president del consell. Amb aquest rol, Zukor va reorganitzar la companyia com Paramount Pictures Inc. i va ser capaç de redreçar l'empresa de la seva situació.
Com sempre, les pel·lícules de la productora van continuar donant importància a les estrelles: a la dècada dels anys 20 hi va haver actors com Gloria Swanson, Valentino i Clara Bow. En arribar els anys 30 el cinema sonor va fer sorgir noves estrelles com Miriam Hopkins, Marlene Dietrich, Mae West, W. C. Fields, Jeanette MacDonald, Claudette Colbert, els germans Marx (que van rodar els seus primers cinc films a l'estudi d'Astoria de la Paramount, Nova York), Dorothy Lamour, Carole Lombard, Bing Crosby (líder de la banda Shep Fields), el famós cantant argentí de tango Carlos Gardel, així com Gary Cooper entre d'altres.
Durant aquest període la Paramount pot ser descrita com una vertadera fàbrica de fer pel·lícules realitzant-ne entre seixanta i setanta per any. Amb una cadena de cinemes enorme per omplir i el "block booking" que permetia persuadir a les altres cadenes, la companyia va començar a tenir bons beneficis. El 1933 a això se li va sumar les suggestives pel·lícules de Mae West com ara She Done Him Wrong i I’m No Angel. No obstant això, l'atractiu sexual que West va donar a les pel·lícules també portaria a l'aplicació del "Codi de producció" (Motion Picture Production Code, conegut com a "Codi Hays"), quan l'organització recentment formada National Legion of Decency va amenaçar amb un boicot si aquest codi no s'acomplia.
Els dibuixos animats de la Paramount, produïts pels Fleischer Studios, van continuar tenint èxit amb personatges com Betty Boop i Popeye. Una sèrie de Fleischer anomenada Screen Songs va comptar amb estrelles reals de la música sota contracte amb la Paramount per cantar tots a l'uníson com un cor. Això no obstant, el 1934 es produí un cop dur per als Fleischer Studios, ja que havent d'aplicar el Codi de producció, la popularitat de Betty Boop va descendir, ja que va ser forçada a tenir una personalitat més mansa i una faldilla més llarga. L'estudi d'animació es va recuperar amb Popeye i el 1935 les enquestes van confirmar que Popeye era inclús més popular que Mickey Mouse. Després d'una expansió sense èxit de les pel·lícules, així com el fet que en Max i en Dave Fleischer ja no es parlaven entre ells van provocar que Fleischer Studios fos adquirida per la Paramount, la qual en va canviar el nom per Famous Studios. Aquesta situació amb l'estudi d'animació es va mantenir fins al 1967, però històricament es retrau a l'estudi de fracassar a mantenir el reconeixement que els Fleischer havien adquirit sota la seva gestió.
El 1940, la Paramount acceptà un decret implantat pel govern que prohibia tant el "block booking" com la prevenda (pràctica de recollir els diners per avançat per a pel·lícules encara no produïdes). Així, durant els anys de guerra, la Paramount va passar de produir més de seixanta pel·lícules per any a produir-ne una vintena. Tot i això, amb més estrelles noves com Bob Hope, Alan Ladd, Veronica Lake, Paulette Goddard i Betty Hutton i l'assistència als cinemes durant els anys de guerra, l'empresa i l'estudi integrat van fer més diners que mai. Davant d'això, la Comissió Federal de Comerç i el Departament de Justícia van decidir reobrir el cas contra els cinc estudis integrats. A més, la productora també tenia el monopoli de les sales de cinema de Detroit a través d'una empresa filial anomenada United Detroit Theatres. Això va portar a la decisió de la Cort Suprema dels Estats Units contra Paramount Pictures Inc. sostenint que els estudis de cinema no poden tenir sales de cinema. Aquesta decisió va trencar amb la creació d'Adolph Zukor i va representar la fi del sistema clàssic dels estudis de Hollywood.
Amb la separació de la part de producció amb la part d'exhibició forçada per la Cort Suprema dels Estats Units, la Paramount Pictures Inc. estava dividida en dos. Paramount Pictures Coprporation va ser creada per ser la companyia de producció i distribució, amb la cadena de cinemes entregada als nous United Paramount Theatres el 31 de desembre de 1949. Leonard Goldenson, que havia dirigit la cadena des de 1938, va romandre com a president de la nova companyia. Goldenson va començar a buscar inversions, però limitat per l'anterior llei d'antimonopolis pel que feia a la filmació de pel·lícules. Així doncs, va adquirir la cadena de televisió ABC el febrer de 1953, ja que en aquell moment la cadena es trobava amb dificultats. Això va provocar que Goldenson sanegés la cadena de televisió i que a la dècada del 1970 la portés al primer lloc a les classificacions nacionals de Nielsen, abans de vendre-la a Capital Cities el 1985 (Capital Cities finalment li va vendre a l'organització Walt Disney el 1996). United Paramount Theatres va ser rebatejat com a ABC Theatres el 1965 i el van vendre a Henry Plitt, un home de negocis, el 1974. La cadena de cinema va ser reanomenada com a Plitt Theatres. El 1985 Cineplex Oldeon Corporation es va fusionar amb Plitt. Durant els últims anys la Paramount ha desenvolupat una bona relació amb ABC proporcionant moltes sèries d'èxit a la cadena.
A principis de la dècada de 1960 el futur de l'empresa era dubtós per culpa del fracàs amb DuMont Television Network, ja que la majoria de les seves operacions havien resultat un fracàs. Fins i tot es van haver de vendre l'edifici de l'empresa a Times Square i KTLA. El 1966 una Paramount gairebé enfonsada va ser venuda a Charles Bluhdorn perquè formés part del seu conglomerat Gulf + Western Industries Corporation. Bluhdorn immediatament va posar a Robert Evans com a cap de producció i malgrat mals moments, va mantenir el càrrec durant 8 anys restaurant la reputació de la Paramount amb pel·lícules com: The Odd Couple, Love Story, The Godfather, Chinatown i La llavor del diable. Gulf + Western també va comprar l'estudi de televisió Desilu (propietat de Lucille Ball) el 1967 i fent servir alguns dels shows que la televisió ja tenia com Star Trek, Mission: Impossible i Mannix van aconseguir que la recent incorporada Paramount Television fos coneguda com una especialista en comèdia de situació de mitja hora.
El 1970 la Paramount es va associar amb Universal Studios per formar Cinema International Corporation, una nova companyia que distribuiria pel·lícules de les dues productores fora dels Estats Units (la Metro-Goldwyn-Mayer es convertiria en sòcia al llarg d'aquesta mateixa dècada).
Robert Evans va abandonar el seu càrrec com a cap de producció el 1974 i el seu successor Richard Sylbert no va funcionar tal com a Bluhdorn i a Gulf + Western els hagués agradat. Com a resultat, el 1976 ja hi havia un nou equip al càrrec dirigit per Barry Diller i els seus "Killer-Dillers" com els anomenaven els seus admiradors, aquest grup el formaven: Michael Eisner, Jeffrey Katzenberg, Dawn Steel i Don Simpson. A Barry Diller se li atribueix la concepció del terme "high-concept" que a grans trets significa que una pel·lícula tingui estrelles i/o directors reconeguts, un fil argumental que es podria resumir en una frase, un motiu de màrqueting recurrent que tingui una imatge única i merchandising, entre d'altres característiques. Per això, Febre del dissabte nit o Grease van tenir un èxit enorme i ràpid a arreu del món. El gran èxit que van tenir aquests dos projectes van portar a Diller a proposar la Paramount Television Service una quarta xarxa comercial de Paramount, però l'empresa va comprar la Hughes Television el 1976 i per això ni el consell ni Bluhdorn van voler tirar endavant la idea de Diller. Aquest, que creia fermament en la seva idea, va marxar a la 20th Century Fox el 1984 i els va proposar la idea. Això no obstant, després del comiat de Diller, l'empresa va estar més d'una dècada posant-se al dia per poder llençar la seva pròpia xarxa de televisió (UPN) el 1995.
L'exitosa carrera de les pel·lícules de la Paramount es va estendre fins a la dècada de 1980 i 1990 generant èxits com Airplane!, American Gigolo, Ordinary People, An Officer and a Gentleman, Flashdance, Terms of Endearment, Footloose, Pretty in Pink, Fatal Attraction, Friday the 13th o Raiders of the Lost Ark i les seves seqüeles. Altres exemples són la sèrie Star Trek i una sèrie de pel·lícules protagonitzades pel còmic Eddie Murphy com: Trading Places, Coming To America i Beverly Hills Cop i les seves seqüeles. Si bé es feia èmfasi en cinema comercial, també hi havia lloc per projectes més artístics, per exemple: I'm Dancing as Fast as I Can, Atlantic City, Reds, Witness, Children of a Lesser God i Acusats. Durant aquest període la direcció de l'estudi requeia en Eisner i Katzenberg, però van passar aquesta responsabilitat a Frank Mancuso Sr. i Ned Tanen el 1984 per acabar el 1991 a les mans de Stanley Jaffre i de Sherry Lansing el 1992.
El 1981, el Cinema International Corporation va haver de ser reorganitzat com a United International Pictures perquè la Metro-Goldwyn-Mayer es va fusionar amb United Artists que ja tenia la seva pròpia unitat de distribució internacional, però no se li va permetre a la MGM sortir de l'empresa fins al 2001.
El 25 d'agost de 1983 els estudis de la Paramount van patir un incendi en el que dos o tres dels estudis de so i quatre escenaris exteriors van ser destruïts, però afortunadament la resta van quedar intactes.
Quan Charles Bluhdorn va morir intesperadament, el seu successor Martin Davis va reorientar l'empresa i li va canviar el nom per Paramount Communications el 1989
Amb l'afluència de diners en efectiu per la venda de les propietats industrials de G&W a mitjans de la dècada de 1980, la Paramount va comprar una cadena d'estacions de televisió i operacions dels parcs temàtics de KECO Entertainment reanomenant-los Paramount Parks.
El 1993, el conglomerat Sumner Redstone’s entertainment Viacom va presentar una oferta per a la fusió amb Paramount Communications, això va generar ràpidament una guerra d'ofertes amb la QVC de Barry Diller, però Viacom va acabar guanyant en pagar 10 mil milions de dòlars per les explotacions de la Paramount.
Durant 1994 i 2004 Paramount Pictures estava sota la direcció de Jonathan Dolgen i Sherry Lansing. Durant la seva administració l'estudi va tenir un període de gran èxit amb dues de les pel·lícules més taquilleres produïdes durant aquest període la més popular és Titanic (una coproducció amb la 20th Century Fox). A més, en aquest moment tres pel·lícules de la productora van guanyar un Oscar a la millor pel·lícula, Titanic, Braveheart i Forrest Gump. Dolgen i Lansing també van presidir la producció i el llançament de Saving Private Ryan (amb DreamWorks) i les pel·lícules de Mission: Impossible.
El 1995, Viacom i Chris-Craft Industries' United Television van llençar United Paramount Network (UPN) amb Star Trek Voyager com a sèrie estrella, complint el pla de Barry Diller de crear una xarxa pròpia de Paramount. El 1999, Viacom va comprar els interessos de United Television i va entregar la responsabilitat de la posada en marxa de la xarxa a la unitat CBS que Viacom havia comprat el mateix any.
El 2002, Paramount, Buena Vista Distribution, 20th Century Fox, Sony Pictures, Universal Studios i Warner Bros van formar la Digital Cinema Initiatives (DCI) per garantir un nivell adequat i uniforme de les prestacions.
Refelxant en part els problemes del negoci de les comunicacions, el 2005 Viacom va cancel·lar més de 18.000 milions de dòlars de les seves adquisicions de ràdio i a principis d'aquest mateix any va anunciar que es dividiria en dos. Amb l'anunci de la divisió Dolgen i Lansing van ser reemplaçats per Brad Grey i Gail Berman. La companyia es va dividir en CBS Corporation que comprendria CBS i les xarxes d'UPN, Viacom Television Stations Group, Infinity Broadcasting, Viacom Outdoor, Showtime, Simon and Schuster, Paramount Parks i CBS news; i una empresa independent sota el nom de Viacom que inclouria MTV, VH1, Nickelodeon, Bet i altres xarxes de cable, així com Paramount Movie Studio.
L'onze de desembre de 2005 el grup Paramount Motion Pictures va anunciar que havia comprat DreamWorks (cofundada per l'ex executiu de Paramount Jeffrey Katzenberg) en un acord per valor d'1,6 mil milions de dòlars. L'anunci el va fer Brad Grey que va assenyalar que era una mesura per restaurar la reputació de l'empresa com a líder en entreteniment. Però la mesura va ser vista com una manera provisional d'omplir el forat de pel·lícules que Brad Grey no havia sigut capaç de produir.
Grey també va trencar la famosa companyia de distribució internacional UIP (la més exitosa de la història) després de ser-hi associada durant més de 25 anys amb Universal Studios. A més ha posat en marxa un nou grup internacional. Com a conseqüència, la productora va caure del número 1 dels mercats internacionals durant el 2006, però l'any següent es va recuperar gràcies a les pel·lícules de DreamWorks.
Grey va posar en marxa una divisió d'entreteniment digital per prendre avantatge de les tecnologies de distribució digital emergents. Aquest fet va portar a l'empresa a convertir-se en el segon estudi de cinema en firmar un acord amb Apple Inc. per vendre les seves pel·lícules a través d'iTunes. També van firmar un acord exclusiu amb el fallit consorci HD DVD i posteriorment van entregar les garanties que havien rebut i ara es llençarà en format Blu-ray.
També l'any 2007 la Paramount va vendre la seva unitat Famous Music a Sony/ATV Music Publishing i també la unitat Famous Players Theatres (Canadà) va ser venuda el 2005 al seu competidor Cineplex Odeon Corporation.
A principis de 2008, l'empresa es va associar a FanRocket per fer una aplicació amomenada VooZoo que permet als usuaris enviar clips de pel·lícules amb altres usuaris de Facebook i enviar clips de les seves pàgines de perfil. També va fer una acord similar amb Makena Technologies per permetre als usuaris de MTV i There.com veure i enviar clips de pel·lícules. A més, el març de 2010, Paramount va fundar Unsurge Pictures, una distribuidora independent de pel·lícules amb "micropressupost". Finalment, el juliol de 2011 arran de l'èxit de taquilla de la pel·lícula d'animació Rango i amb motiu de la fi del contracte amb DreamWorks, Paramount va anunciar la formació d'una nova divisió dedicada a la creació de produccions d'animació.

## Logo
La muntanya Paramount, clarament piramidal ha sigut el logotip de l'empesa des de la seva creació i és el logotip de pel·lícules més vell de Hollywood que ha sobreviscut fins a l'actualitat. El logotip va aparèixer al principi de molts dibuixos animats. A més durant l'era del so va ser acompanyat per una fanfàrria anomenada Paramount on Parade, després de la pel·lícula del mateix nom llençada el 1930.
La llegenda explica que la muntanya es basa en un gargot fet per WW Hodkinson durant una reunió amb Adolph Zukor. Es diu que està basat en els records de la seva infància a Utah. Alguns afirmen que Ben Lomond és la muntanya de Utah que Hodkinson va representar i que l'Artesonraju del Perú és la muntanya al logotip d'acció en viu, mentre d'altres afirmen que el costat italià de Monviso va inspirar el logo. Algunes edicions del logo tenen una semblança sorprenent amb Pfeifferhorn, una altra muntanya.
El logo de cinema ha passat per molts canvis durant els últims anys:

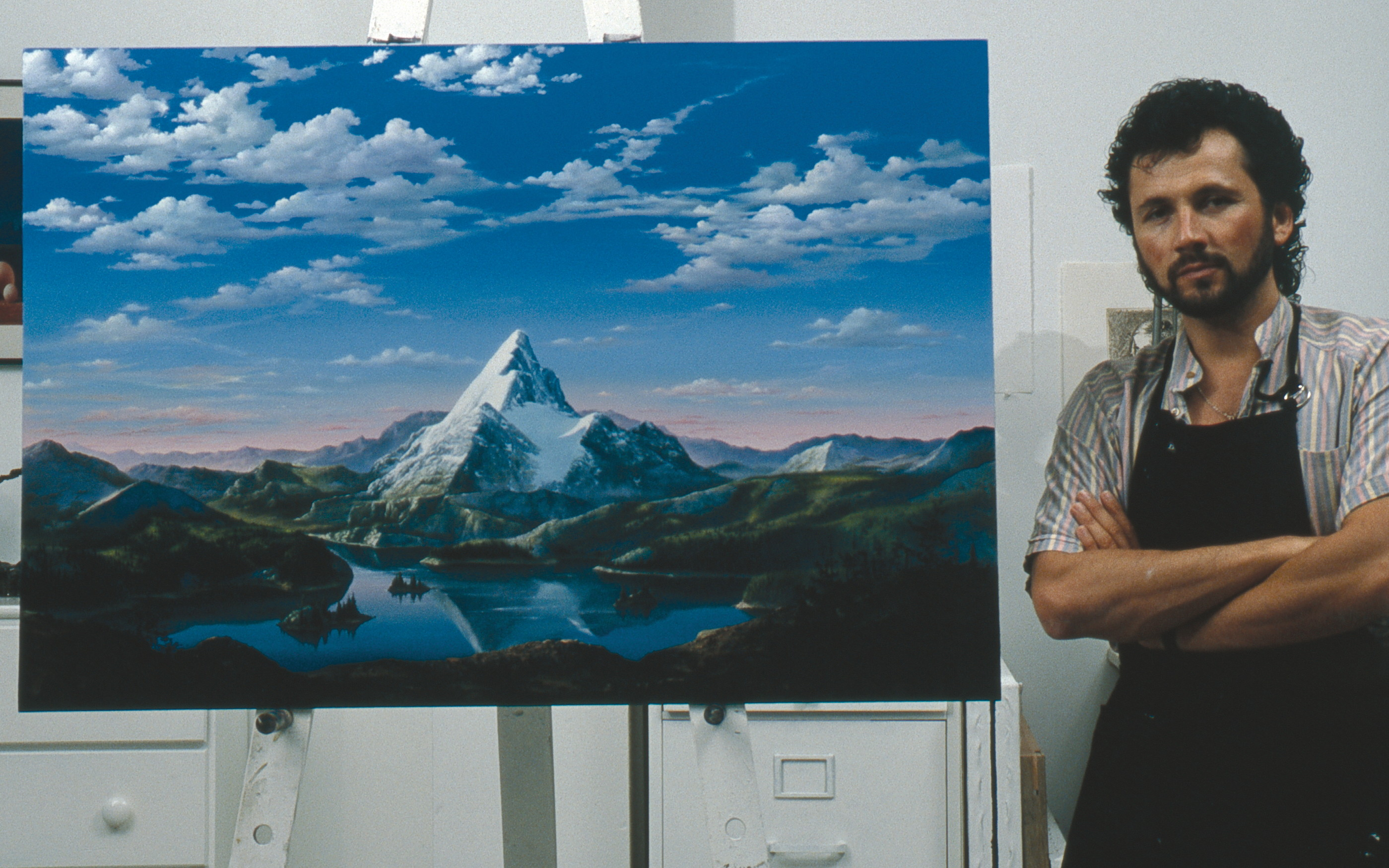
L'artista Dario Campanile de peu davant de l'obra que va crear per als estudis Paramount per a la seva 75è Aniversari de logo-redisseny. La pintura es va usar com a font per a l'animació de logo posteriors. L'original està en exhibició en els Estudis Paramount.

- El logo va començar com una representació de carbó poc definida de la muntanya rodejada d'estrelles superposades. Originalment tenia 24 estrelles com a tribut del sistema vigent en aquell moment dels contractes amb els actors, ja que l'empresa tenia 24 estrelles amb contractes firmats en aquell moment. Durant la dècada de 1920 i principis de 1930 el nombre d'estrelles va anar variant. Per exemple, hi ha 25 estrelles al logo que apareix al final de Marx Brothers The Cocoanuts (1929) i 23 al principi de Horse Feathers (1932).

- El 1952, el logotip va ser redissenyat com una pintura mate creada per Jan Domela.

- El 1975, el logo va ser simplificat en un to blau, adoptant el disseny modificat del logo imprès el 1968, que va estar en ús diverses dècades.

- L'estudi va presentar un nou logotip l'any 1986 amb un llac i les estrelles per ordinador. Aquesta versió va ser dissenyada per Dario Campanile i animada per Apogee, Inc; per aquest logo, les estrelles es movien a través de la pantalla en forma d'arc en comptes de sobreposar-se sobre la muntanya com anteriorment. El 1999 es va presentar una versió millorada d'aquest logotip

- El 2002, es va presentar una nova versió en la que les estrelles queien del cel de nit per formar un arc mentre el logotip de Paramount volava entre elles fins al seu lloc.

- El desembre de 2011, un nou logo va ser animat per Devastudios, Inc. El nou logo inclou una cadena muntanyosa i el sol brillant al fons. Michael Giacchiano va compondre la nova fanfàrria del logotip. La primera pel·lícula a presentar-lo va ser Mission: Impossible – Ghost Protocol, només amb una fanfàrria diferent. El logotip inclou el text de “100 Years” fins a principis del 2013.

- A principis de juny de 2012, Paramount va llençar un cartell gràfic creat per Gallery 1988 a Los Angeles amb 100 pel·lícules representades com a insígnies al voltant del seu logotip

## Divisions
- PARAMOUNT DIGITAL ENTERTAINMENT: porta entreteniment a la mida dels consumidors a través de plataformes de distribució digital que encara estan evolucionant avui en dia. A més, ofereix pel·lícules tant clàssiques com actuals i aplicacions de jocs interactius a través d'iTunes. D'altra banda, aquesta divisió dona accés als amants del cinema perquè comparteixin clips

- PARAMOUNT HOME ENTERTAINMENT: unitat responsable de les vendes arreu del món, el màrqueting i la distribució de DVD i Blu-ray de pel·lícules.

- PARAMOUNT PICTURES INTERNATIONAL: divisió responsable del màrqueting i la distribució de les pel·lícules de Paramount a les audiències d'arreu del món (amb oficines a Gran Bretanya, França, Alemanya, Espanya, Brasil, Mèxic, Japó, Austràlia i Nova Zelanda).

- PARAMOUNT LICENSING INC.: porta totes les llicències i els productes de consum d'arreu del món.

- PARAMOUNT STUDIO GROUP: és l'espai físic de l'estudi i la postproducció, però consta de tres subdivisions que s'encarreguen de coses relacionades amb l'estudi. En primer lloc THE STUDIOS AT PARAMOUT que ofereix instal·lacions per a llargmetratges, programes de televisió i anuncis. L'estudi consta de 64 acres d'extensió on s'hi poden trobar gairebé 30 estudis de so i el popular “carrer de Nova York” amb 10 escenaris de barris diferents. A més, l'estudi incorpora 90.000 peus quadrats d'instal·lacions per a postproducció. Més enllà de Hollywood, Paramount té la divisió de PARAMOUNT ON LOCATION que dona suport a la producció a Amèrica del Nort incloent Nova York, Vancouver i Atlanta. En tercer lloc tenim WORLDWIDE TECHNICAL OPERATIONS que supervisa els arxius de l'estudi, i els programes per a la seva restauració i la posterior preservació, i encara revisa el control i compliment dels serveis de distribució, així com la gestió de les instal·lacions de postproducció.

- WORLDWIDE TELEVISION DISTRIBUTION: unitat responsable de distribuir els productes de la productora a diferents televisions incloent televisions de pagament, televisió per cable de pagament i emissores de televisió gratuïtes.

- PARAMOUNT FAMOUS PRODUCTIONS: Aquesta divisió s'encarrega de crear i produir pre-seqüeles, seqüeles i remakes basats en les llibreries de Paramount Pictures, Paramount Vantage, DreamWorks Pictures, MTV Films i Nockelodeon, entre d'altres.

- PARAMOUNT PARKS & RESORT: supervisa les llicències i el disseny creatiu dels parcs, restaurants i hotels.

## Executius
- BRAD GREY: president de la companyia, com a tal és responsable de tot el desenvolupament i la producció de Paramount Motion Picture Group.

- ROB MOORE: vicepresident de l'empresa, per això és responsable de la supervisió de les divisions: Worldwide Marketing, Distribution, Home Entertainment, Digital, Interactive, Television i Licensing. A més a més de supervisar les divisions dels assumptes de negocis.

- FREDERICK HUNTSBERRY: líder de l'oficina d'operacions. S'encarrega de planificar l'estratègia i les operacions de l'estudi incloent l'apartat de finances, IT, recursos humans, relacions laborals, les operacions de l'estudi, parcs i recreacions, comunitat i relacions amb el govern i l'oficina de l'advocat general.

- ADAM GOODMAN: president Paramount Film Group

- MARK BADAGLIACCA: vici-president executiu i cap de l'oficina de finances. S'encarrega de les finances corporatives, tresoreria, i la planificació comptable i financera.

- RANDALL BAUMBERGER: president de Paramount Studio Group. És el responsable de supervisar les operacions de l'estudi així com de la diversa gamma de producció, tècnics i els serveis dels esdeveniments.

- MEGAN COLLIGAN: presidenta de Domestic Marketing and Distribution de Paramount Pictures.

- ROBIN ELETTO: vici-presidenta executiva de Global Human Resources. S'encarrega de dissenyar i executar estratègies per a l'adquisició i posterior retenció de persones amb talent, plans de successió, compensació i beneficis, desenvolupament organitzacional, l'aprenentatge, les relacions laborals i la diversitat i la inclusió.

- MARC EVANS: president de producció a Paramount Film Group

- JOSH GREENSTEIN: cap de l'oficina de màrqueting. Supervisa la creació i implantació de les campanyes de màrqueting globals per a les pel·lícules de l'estud. Incloent la publicitat creativa, màrqueting integrat i interactiu, mitjans de comunicació i estudis de mercat.

- DENNIS MAGUIRE: president de Worldwide Home Media Distribution. És responsable de les vendes globals, del màrqueting i la distribució de DVD, Digital, vídeo a la carta i concessió de llicències de televisió de continguts d'estudi en totes les plataformes.

- ANTHONY MARCOLY: president de Paramount Pictures International. Supervisa tota l'activitat de les sales de cinema internacional, incloent-hi les vendes, màrqueting i operacions de distribució a més de 70 països del món.

- AMY POWEL: presidenta de Insurge Pictures, presidenta de Paramount Digital Entertanment i vici-presidenta executiva de Interactive Marqueting. Amy supervisa l'estratègia digital de les estrenes de les pel·lícules de l'estudi, en estreta col·laboració amb els executius i directors de màrqueting per establir les campanyes per les pel·lícules de Paramount en l'entorn digital. El seu treball se centra en la creació de campanyes atractives i immersiva per als aficionats al cinema per gaudir i compartir en tot el món i a través de múltiples mitjans digitals. Amy és també la presidenta de Paramount Digital Entertainment, responsable de la divisió de jocs socials a l'estudi.

- HAL RICHARDSON: president de Home Media Distribution. responsable de la distribució del producte de la Motion Picture Group de Paramount a totes les vessants de distribució, a part de la distribució cinematogràfica.

- LEEANNE STABLES: presidenta de la unitat de productes de consum i vici-presidenta executiva de Worldwide Marketing Partnerships. S'encarrega de les llicències de l'estudi i la unitat de vídeo jocs, així com de les aliances de màrqueting globals i la integració de la marca per estrenes de cinema de tota la companyia.